# El Durazno, Honduras
El Durazno är en ort i Honduras.   Den ligger i departementet Departamento de Francisco Morazán, i den sydvästra delen av landet, 9 km nordväst om huvudstaden Tegucigalpa. El Durazno ligger 1 397 meter över havet och antalet invånare är 923.
Terrängen runt El Durazno är huvudsakligen kuperad. El Durazno ligger uppe på en höjd. Runt El Durazno är det mycket tätbefolkat, med 6 711 invånare per kvadratkilometer. Närmaste större samhälle är Tegucigalpa, 8,6 km sydost om El Durazno. 